# Pachybrachis lindbergi
Pachybrachis lindbergi é uma espécie de insetos coleópteros polífagos pertencente à família Chrysomelidae.
A autoridade científica da espécie é Burlini, tendo sido descrita no ano de 1963.
Trata-se de uma espécie presente no território português.
{{Referências}